# 西悠々記
『西悠々記』（さいゆうゆうき）は、忍による日本の漫画作品。『月刊ビッグガンガン』（スクウェア・エニックス）で2011年Vol.01から2013年Vol.05まで連載。

## あらすじ
ドS悟空、電波三蔵、オタク八戒、ドジっ娘悟浄が織りなす、1ページ4コマギャグ漫画。

## 登場人物
悟浄（ごじょう）
自由気ままな三蔵一行における良心的存在。ドジっ娘。
彼らと合流する前は流砂河で渡し守をしていたが、近眼のせいで船が大破したり客を河に落としたりとドジを連発し、その際に後述の観世音菩薩によって眼鏡及び、罰として着けると水に溺れなくなるが頭に皿がくっついてしまうという呪われたドクロの首飾りを授けられる（天竺に辿り着けば外せるようになるらしい）。
元は天界役人で捲簾係（女宮の一種？）をしていたが、宴の席で天帝が大事にしている玻璃の大杯を割り、その罪で流砂河に流された。何かと非常識な他のメンバーに振り回されているが、その一方悟空や八戒からは師匠である三蔵よりも割と大事にされている。
三蔵（さんぞう）
宇宙神・ビッグ・ビトーを唯一神とする、ビトー教なるものを勝手に創設した金髪碧眼の神父服姿の男。そのため、みんなからは電波扱いされている。本名はサム（サミュエル）。
天竺にて宗教ジャックし、ビトー教を正教にしようと密かに考えている。三蔵法師の称号を貰ったのも、かつて中国のとある寺をジャックして寺の門人の殆どをビトー教に洗脳しかけたことから、危機感にかられた寺側の措置により「天竺へ経文を取りに行ってほしい」と体よく追い出され、その際に道行が良くなるよう与えられただけである。
実はかつて下界に落とされた釈迦如来の二番弟子金蝉子の生まれ変わり。幼い頃は医者から匙を投げられる程病弱で（因みに当時はあどけなく純真な顔つきの少年であった）死の淵に瀕していたが、ある時、釈迦如来の使いとして現れた観世音菩薩の力によって快復する。しかし、この時に起こった些細な出来事がきっかけで、後にビトー教を作り上げてしまうことになる。故に彼の言う「ビッグ・ビトー様」とは観世音菩薩その人のことなのだが、過去の話を三蔵の視点でしか知らない悟浄達弟子一同は、「ビッグ・ビトー様」=「三蔵の病気を治した医者」と解釈したため、（三蔵本人も含めて）そういった諸々の事情については知らない。
悟空（ごくう）
銜えタバコと鋭い目つきが特徴の、ドSで重度のスモーカーで大酒呑み。若気の至りで天界の軍勢に喧嘩を売って、その後釈迦如来に敗北して500年もの間五行山の下敷きになった形で封じられていたところを、通りかかった三蔵により（10時間に及ぶ嫌がらせに近い説法の末）解放される。一応三蔵の一番弟子にあたり彼のことを「お師さん」と呼んではいるが、三蔵が暴走しだしたら容赦ない暴力で止める鬼弟子である。普段はマイペースかつ暴力的な面の方が目立つが、悟浄に対し軽く口説いたり冗談で済むレベルのセクハラを仕掛けたりすることもあり、女性との火遊びに手馴れた「悪い男」のような一面もある。
一応は空飛ぶ仙術「キント雲（愛称：キント君）」を扱うことも出来るのだが、普段はクーラーボックス代わりに大量のビールを積載しているので基本的に低空飛行で、中の荷物を降ろさなければ人を乗せることすら出来ない。因みにおつかいを頼むことも出来るらしい。
八戒（はっかい）
呪いでブタの姿になっているオタク。ゲーム・アニメ・ネットに精通、PCも自由自在に操る。呪いが解けた時は美少年になる。
天界にいた頃は天蓬元帥（天の川を管理する水軍指揮官）の役職に就いており、その容姿から結構なプレイボーイとして名を馳せていたのだが、ある時月界の仙女にして天帝の愛人・嫦娥からの求愛を袖にしたため、下界に落とされ呪われてしまった。呪いを解くには8つの禁戒（殺人・窃盗・飲酒・性を乱す等）を守らないといけないのだが、下界に追放された時にオタク文化に出会い感化されて以降は、自ら気に入ってブタの姿をとり続けている。

### 天界関係者
観世音菩薩（かんぜおんぼさつ）
釈迦如来の弟子である神で、三蔵が崇める「ビッグ・ビトー様」その人。フード付きパーカーに鈴付き首輪というやや個性的なスタイルの青年の姿をしているが、川で人を溺れさせてしまった悟浄に罰として呪いの首飾りを着けさせた一方、頭を隠すための帽子も与えた面倒見のいい人。かつて病で死に掛けていた三蔵ことサミュエルの前に現れ、釈迦如来の命令により「治してやるからその分もっと苦労しろ」とその病を癒す。しかし、この時彼がサミュエルに授けた言葉や身体を治す際に叫んだ「カンカンノンノンビトーンビトーン!!!」という適当な呪文にサミュエルが強く影響された結果、後の三蔵がビトー教を作るに至る元凶となってしまった。

## 単行本
- 忍 『西悠々記』 スクウェア・エニックス〈ビッグガンガンコミックス〉、全2巻
  1. 2012年8月22日 ISBN 978-4-7575-3695-1
  2. 2013年9月21日 ISBN 978-4-7575-4069-9